# Paul Haarhuis
Paul Haarhuis (Eindhoven, 19 februari 1966) is een Nederlands voormalig professioneel tennisspeler. Samen met Jacco Eltingh stond hij bovenaan de wereldranglijst dubbelspel, waarin ze samen onder meer alle grandslamtoernooien wonnen. Haarhuis was proftennisser van 1988 tot en met 26 juni 2003.

## Sportieve loopbaan
Haarhuis is een rechtshandige speler, 1,88 m lang, 80 kg zwaar. Zijn hoogste ranking als enkelspeler bereikte hij op 6 november 1995: 18e. Als dubbelspeler stond hij op 31 januari 1994 bovenaan de ranglijsten. Als lid van het Nederlandse Davis Cup-team, waarvan hij deel uitmaakte vanaf 1990, won hij 31 van zijn 47 partijen (15 enkel- en 16 dubbelpartijen).
Haarhuis was in zijn jeugd geen nationale topper. Naast het tennis was hij ook voetballer die bij PSV kon gaan spelen. De B-speler Haarhuis koos er echter voor om op zeventienjarige leeftijd in de Verenigde Staten college tennis te gaan spelen. In 1987 haalde hij een graad in de economie van de Florida State University. Eenmaal terug in Nederland was hij in de zomer van 1987 een nationale topper.
Hij ging trainen bij Henk van Hulst van Tennisschool Van Hulst. In februari 1989 won hij in het Nigeriaanse Lagos zijn eerste Challenger Toernooi waar bij in de finale Karel Nováček versloeg. Zijn doorbraak kwam in 1989 op de US Open toen hij in de 2de ronde John McEnroe versloeg en de 4de ronde haalde.
Haarhuis haalde in 1991 de kwartfinale van de US Open waarin hij in een memorabele partij verloor van de 39-jarige Jimmy Connors.
In 1995 won hij zijn eerste en enige ATP-toernooi; Jakarta (winst Radomir Vasek).
In 1990 werd hij Nederlands kampioen door het winnen van het KNLTB Masterstoernooi. In het dubbelspel won hij in totaal 54 toernooien, waarvan de meeste met Jacco Eltingh. Samen met Eltingh werd hij wereldkampioen in 1993 en 1998. Ze wonnen alle grandslamtoernooien, waaronder Wimbledon. De KNLTB (Koninklijke Nederlandse Lawn Tennisbond) benoemde hen voor die zegereeks tot ereleden.
Nadat Eltingh in 1998 zijn tenniscarrière had beëindigd dubbelde Haarhuis verder met de Nederlander Sjeng Schalken en met de Rus Jevgeni Kafelnikov. Met Schalken won hij in totaal drie toernooien en met Kafelnikov won hij in 2002 zijn laatste grandslamtoernooi, Roland Garros; in 2003 werden ze tweede.
In 2002 speelde hij nog maar acht toernooien. Gedwongen door een schouderblessure nam hij na dertien jaar afscheid van het professionele tennis op 26 juni 2003, na een gewonnen derde ronde op Wimbledon in het herendubbelspel (met partner Kafelnikov). Op dat moment stond Haarhuis 41e op de ATP-ranglijst van dubbelspelspelers.
Op 7 februari, tijdens de dubbelspelwedstrijd van een Daviscupwedstrijd tegen Canada moest Haarhuis opgeven vanwege een zware schouderblessure. Diezelfde dag gaf hij te kennen dat hij zijn carrière beëindigde. De ontmoeting werd overigens met 4-1 gewonnen.
In 2005 werd Haarhuis tegen alle verwachtingen in weer opgeroepen door Davis Cup-teamcaptain Tjerk Bogstra voor de kwartfinale tegen Slowakije. Op 16 juli werkte de toen 39-jarige Haarhuis met Melle van Gemerden de dubbelpartij af tegen het duo Andreas Beck / Michal Mertiňák. Haarhuis en Van Gemerden verloren de wedstrijd in vier sets.
Na zijn actieve carrière zette hij samen met Jacco Eltingh het bedrijf Eltingh Haarhuis Tennis & Events op, dat o.a. jaarlijks het senior-proftoernooi AFAS Tennis Classics organiseert. Zondag 12 december 2010 werd bekendgemaakt dat Paul Haarhuis samen met Jacco Eltingh eenmaal zijn rentree maakte tijdens het ATP-toernooi van Rotterdam in Ahoy. Zij deden dit voor het goede doel.
In 2014 volgde hij Manon Bollegraf op als captain van het Nederlandse Fed Cup-team. In vijftien maanden tijd leidde hij deze vrouwenploeg van de regionale zone naar Wereldgroep I. Per november 2021 werd hij opgevolgd door Elise Tamaëla.

## Palmares

### Enkelspel (1)
| Nr.              | Datum            | Toernooi         | Ondergrond    | Tegenstander in finale | Score         | Details |
| ---------------- | ---------------- | ---------------- | ------------- | ---------------------- | ------------- | ------- |
| Gewonnen finale  |                  |                  |               |                        |               |         |
| 1.               | 15 januari 1995  | ATP Jakarta      | Hardcourt     | Radomír Vašek          | 7-5, 7-5      | Details |
| Verloren finales |                  |                  |               |                        |               |         |
| 1.               | 6 april 1992     | ATP Singapore    | Hardcourt     | Simon Youl             | 4-6, 1-6      | Details |
| 2.               | 10 januari 1994  | ATP Doha         | Hardcourt     | Stefan Edberg          | 3-6, 2-6      | Details |
| 3.               | 21 februari 1994 | ATP Philadelphia | Tapijt (i)    | Michael Chang          | 3-6, 2-6      | Details |
| 4.               | 20 februari 1995 | ATP Memphis      | Hardcourt (i) | Todd Martin            | 6-74, 4-6     | Details |
| 5.               | 6 maart 1995     | ATP Rotterdam    | Tapijt (i)    | Richard Krajicek       | 6-75, 4-6     | Details |
| 6.               | 18 maart 1996    | ATP Indian Wells | Hardcourt     | Michael Chang          | 5-7, 1-6, 1-6 | Details |
| 7.               | 31 augustus 1998 | ATP Boston       | Hardcourt     | Michael Chang          | 3-6, 4-6      | Details |

### Dubbelspel (54)
| Legend                      |
| Grand Slam tournaments (6)  |
| Tennis Masters Cup (2)      |
| ATP Masters Series (10)     |
| ATP Championship Series (7) |
| ATP Tour (29)               |

| Titles per ondergrond |
| Hardcourt (19)        |
| Gravel (15)           |
| Gras (5)              |
| Tapijt (15)           |

| No. | Datum             | Toernooi                         | Ondergrond | Partner            | Tegenstanders in finale             | Score in finale          | Details |
| 1.  | 12 november 1990  | ATP Moskou                       | Tapijt     | Hendrik Jan Davids | John Fitzgerald Anders Järryd       | 6-4, 7-6                 | details |
| 2.  | 8 april 1991      | ATP Estoril                      | Gravel     | Mark Koevermans    | Tom Nijssen Cyril Suk               | 6-3, 6-3                 | details |
| 3.  | 17 juni 1991      | ATP Rosmalen                     | Gras       | Hendrik Jan Davids | Richard Krajicek Jan Siemerink      | 6-3, 7-6                 | details |
| 4.  | 28 October 1991   | ATP Guaruja                      | Hard       | Jacco Eltingh      | Bret Garnett Todd Nelson            | 6-3, 7-5                 | details |
| 5.  | 27 juli 1992      | ATP Hilversum                    | Gravel     | Mark Koevermans    | Mårten Renström Mikael Tillström    | 6-7, 6-1, 6-4            | details |
| 6.  | 31 augustus 1992  | ATP Schenectady                  | Hard       | Jacco Eltingh      | Sergio Casal Emilio Sánchez         | 6-3, 6-4                 | details |
| 7.  | 11 januari 1993   | ATP Kuala Lumpur                 | Hard       | Jacco Eltingh      | Henrik Holm Bent-Ove Pedersen       | 7-5, 6-3                 | details |
| 8.  | 10 mei 1993       | ATP Hamburg                      | Gravel     | Mark Koevermans    | Grant Connell Patrick Galbraith     | 6-4, 6-7, 7-6            | details |
| 9.  | 17 mei 1993       | ATP Rome                         | Gravel     | Jacco Eltingh      | Wayne Ferreira Mark Kratzmann       | 6-4, 7-6                 | details |
| 10. | 2 augustus 1993   | ATP Hilversum (2)                | Gravel     | Jacco Eltingh      | Hendrik Jan Davids Libor Pimek      | 4-6, 6-2, 7-5            | details |
| 11. | 4 oktober 1993    | ATP Kuala Lumpur Open (2)        | Hard (i)   | Jacco Eltingh      | Jonas Björkman Lars-Anders Wahlgren | 7-5, 4-6, 7-6            | details |
| 12. | 15 november 1993  | ATP Moskou (2)                   | Tapijt     | Jacco Eltingh      | Jonas Björkman Jan Apell            | 6-1, opgave              | details |
| 13. | 28 november 1993  | ATP Tour World Championships     | Hard (i)   | Jacco Eltingh      | Todd Woodbridge Mark Woodforde      | 7-6(4), 7-6(5), 6-4      | details |
| 14. | 31 januari 1994   | Australian Open                  | Hard       | Jacco Eltingh      | Byron Black Jonathan Stark          | 6-7, 6-3, 6-4, 6-3       | details |
| 15. | 21 februari 1994  | ATP Philadelphia                 | Tapijt     | Jacco Eltingh      | Jim Grabb Jared Palmer              | 6-3, 6-4                 | details |
| 16. | 21 maart 1994     | ATP Miami                        | Hard       | Jacco Eltingh      | Mark Knowles Jared Palmer           | 7-6, 7-6                 | details |
| 17. | 12 september 1994 | US Open                          | Hard       | Jacco Eltingh      | Todd Woodbridge Mark Woodforde      | 6-3, 7-6                 | details |
| 18. | 3 oktober 1994    | ATP Kuala Lumpur Open            | Tapijt     | Jacco Eltingh      | Nicklas Kulti Lars-Anders Wahlgren  | 6-0, 7-5                 | details |
| 19. | 10 oktober 1994   | ATP Sydney (indoor)              | Hard (i)   | Jacco Eltingh      | Byron Black Jonathan Stark          | 6-4, 7-6                 | details |
| 20. | 7 november 1994   | ATP Parijs                       | Tapijt     | Jacco Eltingh      | Byron Black Jonathan Stark          | 3-6, 7-6, 7-5            | details |
| 21. | 14 november 1994  | ATP Moskou (3)                   | Tapijt     | Jacco Eltingh      | David Adams Andrej Olchovski        | walk-over                | details |
| 22. | 1 mei 1995        | ATP Monte-Carlo                  | Gravel     | Jacco Eltingh      | Luis Lobo Javier Sánchez            | 6-3, 6-4                 | details |
| 23. | 12 juni 1995      | Roland Garros                    | Gravel     | Jacco Eltingh      | Nicklas Kulti Magnus Larsson        | 6-7, 6-4, 6-1            | details |
| 24. | 26 juni 1995      | ATP Halle                        | Gras       | Jacco Eltingh      | Jevgeni Kafelnikov Andrej Olchovski | 6-2, 3-6, 6-3            | details |
| 25. | 16 oktober 1995   | ATP Tokyo Indoor                 | Tapijt     | Jacco Eltingh      | Jakob Hlasek Patrick McEnroe        | 7-6, 6-4                 | details |
| 26. | 30 oktober 1995   | ATP Essen                        | Tapijt     | Jacco Eltingh      | Cyril Suk Daniel Vacek              | 7-5, 6-4                 | details |
| 27. | 13 november 1995  | ATP Stockholm                    | Hard (i)   | Jacco Eltingh      | Grant Connell Patrick Galbraith     | 3-6, 6-2, 7-6            | details |
| 28. | 26 augustus 1996  | ATP Toronto                      | Hard       | Patrick Galbraith  | Mark Knowles Daniel Nestor          | 7-6, 6-3                 | details |
| 29. | 21 oktober 1996   | ATP Toulouse                     | Hard (i)   | Jacco Eltingh      | Olivier Delaître Guillaume Raoux    | 6-3, 7-5                 | details |
| 30. | 4 november 1996   | ATP Parijs (2)                   | Tapijt     | Jacco Eltingh      | Jevgeni Kafelnikov Daniel Vacek     | 6-4, 4-6, 7-6            | details |
| 31. | 6 januari 1997    | ATP Doha                         | Hard       | Jacco Eltingh      | Patrik Fredriksson Magnus Norman    | 6-3, 6-2                 | details |
| 32. | 10 maart 1997     | ATP Rotterdam                    | Tapijt     | Jacco Eltingh      | Libor Pimek Byron Talbot            | 7-6, 6-4                 | details |
| 33. | 23 juni 1997      | ATP Rosmalen (2)                 | Gras       | Jacco Eltingh      | Trevor Kronemann David Macpherson   | 6-4, 7-5                 | details |
| 34. | 25 augustus 1997  | ATP Boston                       | Hard (i)   | Jacco Eltingh      | Dave Randall Jack Waite             | 6-4, 6-2                 | details |
| 35. | 6 oktober 1997    | ATP Toulouse (2)                 | Hard (i)   | Jacco Eltingh      | Jean-Philippe Fleurian Maks Mirni   | 6-3, 7-6                 | details |
| 36. | 3 november 1997   | ATP Parijs (3)                   | Tapijt     | Jacco Eltingh      | Rick Leach Jonathan Stark           | 6-2, 7-6                 | details |
| 37. | 2 maart 1998      | ATP Philadelphia (2)             | Hard (i)   | Jacco Eltingh      | Richey Reneberg David Macpherson    | 7-6, 6-7, 6-2            | details |
| 38. | 9 maart 1998      | ATP Rotterdam (2)                | Tapijt     | Jacco Eltingh      | Neil Broad Piet Norval              | 7-6, 6-3                 | details |
| 39. | 20 april 1998     | ATP Barcelona                    | Gravel     | Jacco Eltingh      | Ellis Ferreira Rick Leach           | 7-5, 6-0                 | details |
| 40. | 27 april 1998     | ATP Monte-Carlo (2)              | Gravel     | Jacco Eltingh      | Todd Woodbridge Mark Woodforde      | 6-4, 6-2.                | details |
| 41. | 8 juni 1998       | Roland Garros (2)                | Gravel     | Jacco Eltingh      | Mark Knowles Daniel Nestor          | 6-3, 3-6, 6-3            | details |
| 42. | 6 juli 1998       | Wimbledon                        | Gras       | Jacco Eltingh      | Todd Woodbridge Mark Woodforde      | 2-6, 6-4, 7-6, 5-7, 10-8 | details |
| 43. | 9 augustus 1998   | ATP Amsterdam (3)                | Gravel     | Jacco Eltingh      | Dominik Hrbatý Karol Kučera         | 6-3, 6-2                 | details |
| 44. | 31 augustus 1998  | ATP Boston                       | Hard       | Jacco Eltingh      | Chris Haggard Jack Waite            | 6-3, 6-2                 | details |
| 45. | 22 november 1998  | ATP Tour World Championships (2) | Tapijt     | Jacco Eltingh      | Mark Knowles Daniel Nestor          | 6-4, 6-2, 7-5            | details |
| 46. | 19 april 1999     | ATP Barcelona (2)                | Gravel     | Jevgeni Kafelnikov | Massimo Bertolini Cristian Brandi   | 7-5, 6-3                 | details |
| 47. | 9 augustus 1999   | ATP Amsterdam (4)                | Gravel     | Sjeng Schalken     | Devin Bowen Eyal Ran                | 6-3, 6-2                 | details |
| 48. | 23 augustus 1999  | ATP Indianapolis                 | Hard       | Jared Palmer       | Olivier Delaître Leander Paes       | 6-3, 6-4                 | details |
| 49. | 23 oktober 2000   | ATP Shanghai                     | Hard       | Sjeng Schalken     | Petr Pála Pavel Vízner              | 6-2, 3-6, 6-4            | details |
| 50. | 13 november 2000  | ATP Lyon                         | Tapijt     | Sandon Stolle      | Ivan Ljubičić Jack Waite            | 6-1, 6-7, 7-6            | details |
| 51. | 5 februari 2001   | ATP Milaan                       | Tapijt     | Sjeng Schalken     | Johan Landsberg Tom Vanhoudt        | 7-6(5), 7-6(4)           | details |
| 52. | 25 juni 2001      | ATP Rosmalen (3)                 | Gras       | Sjeng Schalken     | Martin Damm Cyril Suk               | 6-4, 6-4                 | details |
| 53. | 23 juli 2001      | ATP Amsterdam (5)                | Gravel     | Sjeng Schalken     | Àlex Corretja Luis Lobo             | 6-4, 6-2                 | details |
| 54. | 10 juni 2002      | Roland Garros (3)                | Gravel     | Jevgeni Kafelnikov | Mark Knowles Daniel Nestor          | 7-5, 6-4                 | details |

## Prestatietabel
| Legenda | Legenda                          |
| ------- | -------------------------------- |
| g.t.    | geen toernooi gehouden           |
| l.c.    | lagere categorie                 |
| –       | niet deelgenomen                 |
| G       | uitgeschakeld in de groepsfase   |
| 1R      | uitgeschakeld in de eerste ronde |
| 2R      | uitgeschakeld in de tweede ronde |
| 3R      | uitgeschakeld in de derde ronde  |
| 4R      | uitgeschakeld in de vierde ronde |
| KF      | uitgeschakeld in de kwartfinale  |
| HF      | uitgeschakeld in de halve finale |
| F       | de finale verloren               |
| W       | het toernooi gewonnen            |
| w-v     | winst/verlies-balans             |

### Prestatietabel enkelspel
| Grandslamtoernooien                                     |                  |                  |                  |                  |                  |                  |                  |                  |                  |                  |                  |                  |                  |                      |                      |                      |
| Australian Open                                         | –                | –                | 1R               | 2R               | 2R               | 1R               | 3R               | 1R               | 1R               | 1R               | –                | 2R               | –                | 0 / 9                | 5-9                  |                      |
| Roland Garros                                           | –                | 3R               | 3R               | 3R               | 1R               | 4R               | 3R               | 1R               | 3R               | 1R               | 1R               | 1R               | –                | 0 / 11               | 13-11                |                      |
| Wimbledon                                               | –                | –                | 3R               | 1R               | 2R               | 1R               | 1R               | 2R               | 4R               | 3R               | 1R               | 3R               | –                | 0 / 10               | 11-10                |                      |
| US Open                                                 | –                | 4R               | 1R               | KF               | 2R               | 2R               | 1R               | 2R               | 3R               | 2R               | 3R               | 2R               | –                | 0 / 11               | 16-11                |                      |
| Winst-verlies                                           | 0-0              | 5-2              | 4-4              | 7-4              | 3-4              | 4-4              | 4-4              | 2-4              | 7-4              | 3-4              | 2-3              | 4-4              | 0-0              | 0 / 41               | 45-41                |                      |
| Olympische Spelen                                       |                  |                  |                  |                  |                  |                  |                  |                  |                  |                  |                  |                  |                  |                      |                      |                      |
| Olympische Spelen                                       | –                | geen toernooi    | geen toernooi    | geen toernooi    | 2R               | geen toernooi    | geen toernooi    | geen toernooi    | 1R               | geen toernooi    | geen toernooi    | geen toernooi    | –                | 0 / 2                | 1-2                  |                      |
| Grand Slam Cup                                          |                  |                  |                  |                  |                  |                  |                  |                  |                  |                  |                  |                  |                  |                      |                      |                      |
| Grand Slam Cup                                          | g.t.             | g.t.             | –                | 1R               | –                | –                | –                | –                | –                | –                | –                | –                | g.t.             | 0 / 1                | 0-1                  |                      |
| Super 9 / Tennis Masters Series / ATP Masters Series    |                  |                  |                  |                  |                  |                  |                  |                  |                  |                  |                  |                  |                  |                      |                      |                      |
| Indian Wells                                            | –                | –                | –                | –                | –                | –                | –                | –                | F                | 1R               | –                | 2R               | –                | 0 / 3                | 6-3                  |                      |
| Miami                                                   | –                | –                | –                | 3R               | 3R               | 3R               | 4R               | 2R               | 2R               | 1R               | 3R               | 2R               | –                | 0 / 9                | 10-9                 |                      |
| Monte Carlo                                             | –                | –                | 1R               | 1R               | 1R               | 2R               | 2R               | 3R               | 1R               | 1R               | –                | –                | –                | 0 / 8                | 5-8                  |                      |
| Rome                                                    | –                | –                | 3R               | 2R               | 1R               | 2R               | 1R               | 1R               | 2R               | 2R               | –                | –                | –                | 0 / 8                | 7-8                  |                      |
| Hamburg                                                 | –                | –                | 2R               | 2R               | KF               | 1R               | 3R               | 1R               | 1R               | 2R               | –                | 1R               | –                | 0 / 9                | 8-9                  |                      |
| Stockholm                                               | –                | –                | –                | –                | 1R               | –                | –                | lagere categorie | lagere categorie | lagere categorie | lagere categorie | lagere categorie | lagere categorie | 0 / 1                | 0-1                  |                      |
| Essen                                                   | geen toernooi    | geen toernooi    | geen toernooi    | geen toernooi    | geen toernooi    | geen toernooi    | geen toernooi    | 1R               | geen toernooi    | geen toernooi    | geen toernooi    | geen toernooi    | geen toernooi    | 0 / 1                | 0-1                  |                      |
| Stuttgart                                               | lagere categorie | lagere categorie | lagere categorie | lagere categorie | lagere categorie | lagere categorie | lagere categorie | lagere categorie | 1R               | 3R               | 1R               | –                | –                | 0 / 3                | 2-3                  |                      |
| Montréal/Toronto                                        | –                | –                | –                | –                | –                | –                | –                | –                | 1R               | –                | –                | –                | –                | 0 / 1                | 0-1                  |                      |
| Parijs                                                  | –                | –                | –                | –                | 1R               | –                | 2R               | 3R               | KF               | –                | 1R               | –                | –                | 0 / 5                | 6-5                  |                      |
| Winst-verlies                                           | 0-0              | 0-0              | 3-3              | 5-4              | 5-6              | 4-4              | 6-5              | 4-6              | 9-8              | 4-6              | 2-3              | 2-3              | 0-0              | 0 / 48               | 44-48                |                      |
| ATP Championship Series / ATP International Series Gold |                  |                  |                  |                  |                  |                  |                  |                  |                  |                  |                  |                  |                  |                      |                      |                      |
| Barcelona                                               | –                | –                | 1R               | 1R               | –                | –                | –                | 2R               | 2R               | –                | –                | 1R               | –                | 0 / 5                | 2-5                  |                      |
| Indianapolis                                            | –                | –                | –                | –                | –                | 2R               | –                | –                | –                | –                | 1R               | 1R               | –                | 0 / 3                | 1-3                  |                      |
| Memphis                                                 | lagere categorie | lagere categorie | lagere categorie | 3R               | KF               | 2R               | KF               | F                | 3R               | KF               | 2R               | –                | –                | 0 / 8                | 13-8                 |                      |
| New Haven                                               | –                | –                | –                | 3R               | 3R               | –                | 1R               | 3R               | 1R               | 2R               | –                | lagere categorie | lagere categorie | 0 / 6                | 7-6                  |                      |
| Philadelphia                                            | –                | –                | KF               | 3R               | KF               | 2R               | F                | HF               | 1R               | 2R               | 2R               | lagere categorie | lagere categorie | 0 / 9                | 16-9                 |                      |
| Rotterdam                                               | lagere categorie | lagere categorie | lagere categorie | lagere categorie | lagere categorie | lagere categorie | lagere categorie | lagere categorie | lagere categorie | lagere categorie | lagere categorie | 1R               | –                | 0 / 1                | 0-1                  |                      |
| Singapore                                               | g.t.             | lagere categorie | lagere categorie | lagere categorie | lagere categorie | geen toernooi    | geen toernooi    | geen toernooi    | l.c.             | –                | 1R               | –                | g.t.             | 0 / 1                | 0-1                  |                      |
| Sydney Indoor                                           | –                | –                | 3R               | –                | KF               | 1R               | 1R               | geen toernooi    | geen toernooi    | geen toernooi    | geen toernooi    | geen toernooi    | geen toernooi    | 0 / 4                | 4-4                  |                      |
| Stuttgart Outdoor                                       | –                | –                | 1R               | 1R               | –                | –                | 2R               | 2R               | –                | –                | –                | –                | –                | 0 / 4                | 0-4                  |                      |
| Tokio Indoor                                            | –                | –                | 2R               | –                | 2R               | HF               | 3R               | 2R               | geen toernooi    | geen toernooi    | geen toernooi    | geen toernooi    | geen toernooi    | 0 / 5                | 6-5                  |                      |
| Tokio Outdoor                                           | –                | –                | –                | –                | 3R               | –                | –                | –                | –                | –                | –                | –                | –                | 0 / 1                | 2-1                  |                      |
| Toronto Indoor                                          | g.t.             | g.t.             | 3R               | geen toernooi    | geen toernooi    | geen toernooi    | geen toernooi    | geen toernooi    | geen toernooi    | geen toernooi    | geen toernooi    | geen toernooi    | geen toernooi    | 0 / 1                | 2-1                  |                      |
| Washington                                              | –                | –                | –                | –                | –                | –                | –                | –                | KF               | –                | –                | –                | –                | 0 / 1                | 2-1                  |                      |
| Wenen                                                   | lagere categorie | lagere categorie | lagere categorie | lagere categorie | lagere categorie | lagere categorie | lagere categorie | lagere categorie | 1R               | –                | –                | –                | –                | 0 / 1                | 0-1                  |                      |
| Winst-verlies                                           | 0-0              | 0-0              | 8-6              | 4-5              | 10-6             | 6-5              | 7-6              | 10-6             | 4-6              | 4-3              | 2-4              | 0-3              | 0-0              | 0 / 50               | 55-50                |                      |
| ATP World Series / ATP International Series             |                  |                  |                  |                  |                  |                  |                  |                  |                  |                  |                  |                  |                  |                      |                      |                      |
| Adelaide                                                | –                | –                | 1R               | 2R               | –                | –                | –                | –                | –                | –                | –                | –                | –                | 0 / 2                | 1-2                  |                      |
| Amsterdam                                               | geen toernooi    | geen toernooi    | geen toernooi    | geen toernooi    | geen toernooi    | geen toernooi    | geen toernooi    | 1R               | –                | 1R               | 1R               | 1R               | –                | 0 / 4                | 0-4                  |                      |
| Antwerpen                                               | geen toernooi    | geen toernooi    | geen toernooi    | geen toernooi    | 1R               | –                | –                | g.t.             | hogere categorie | hogere categorie | hogere categorie | geen toernooi    | geen toernooi    | 0 / 1                | 0-1                  |                      |
| Auckland                                                | –                | –                | 1R               | –                | 2R               | –                | –                | –                | –                | –                | –                | –                | –                | 0 / 2                | 1-2                  |                      |
| Bari                                                    | –                | 1R               | geen toernooi    | geen toernooi    | geen toernooi    | geen toernooi    | geen toernooi    | geen toernooi    | geen toernooi    | geen toernooi    | geen toernooi    | geen toernooi    | geen toernooi    | 0 / 1                | 0-1                  |                      |
| Båstad                                                  | –                | –                | 1R               | –                | –                | –                | –                | –                | –                | –                | –                | –                | –                | 0 / 1                | 0-1                  |                      |
| Bazel                                                   | –                | –                | –                | 1R               | –                | –                | –                | –                | –                | 1R               | –                | –                | –                | 0 / 2                | 0-2                  |                      |
| Boston                                                  | –                | –                | geen toernooi    | geen toernooi    | geen toernooi    | geen toernooi    | geen toernooi    | geen toernooi    | geen toernooi    | 1R               | F                | 1R               | –                | 0 / 3                | 4-3                  |                      |
| Búzios                                                  | geen toernooi    | geen toernooi    | geen toernooi    | 2R               | –                | geen toernooi    | geen toernooi    | geen toernooi    | geen toernooi    | geen toernooi    | geen toernooi    | geen toernooi    | geen toernooi    | 0 / 1                | 1-1                  |                      |
| Casablanca                                              | –                | –                | 1R               | g.t.             | –                | –                | –                | –                | –                | –                | –                | –                | –                | 0 / 1                | 0-1                  |                      |
| Doha                                                    | geen toernooi    | geen toernooi    | geen toernooi    | geen toernooi    | geen toernooi    | –                | F                | 1R               | 1R               | 1R               | –                | –                | –                | 0 / 4                | 4-4                  |                      |
| Estoril                                                 | –                | –                | KF               | 2R               | –                | 2R               | –                | –                | HF               | –                | –                | –                | –                | 0 / 4                | 7-4                  |                      |
| Florence                                                | geen toernooi    | geen toernooi    | –                | –                | 1R               | –                | –                | geen toernooi    | geen toernooi    | geen toernooi    | geen toernooi    | geen toernooi    | geen toernooi    | 0 / 1                | 0-1                  |                      |
| Genua                                                   | geen toernooi    | geen toernooi    | –                | –                | 2R               | –                | geen toernooi    | geen toernooi    | geen toernooi    | geen toernooi    | geen toernooi    | geen toernooi    | geen toernooi    | 0 / 1                | 1-1                  |                      |
| Guarujá                                                 | –                | –                | –                | 2R               | –                | geen toernooi    | geen toernooi    | geen toernooi    | geen toernooi    | geen toernooi    | geen toernooi    | geen toernooi    | geen toernooi    | 0 / 1                | 1-1                  |                      |
| Halle                                                   | geen toernooi    | geen toernooi    | geen toernooi    | geen toernooi    | geen toernooi    | 1R               | –                | HF               | 2R               | HF               | HF               | 1R               | –                | 0 / 6                | 10-6                 |                      |
| Hilversum                                               | 1R               | KF               | 2R               | 1R               | 1R               | KF               | 2R               | geen toernooi    | geen toernooi    | geen toernooi    | geen toernooi    | geen toernooi    | geen toernooi    | 0 / 7                | 6-7                  |                      |
| Hongkong                                                | –                | –                | –                | –                | 1R               | –                | –                | –                | –                | –                | –                | –                | –                | 0 / 1                | 0-1                  |                      |
| Itaparica                                               | –                | KF               | –                | geen toernooi    | geen toernooi    | geen toernooi    | geen toernooi    | geen toernooi    | geen toernooi    | geen toernooi    | geen toernooi    | geen toernooi    | geen toernooi    | 0 / 1                | 2-1                  |                      |
| Jakarta                                                 | geen toernooi    | geen toernooi    | geen toernooi    | geen toernooi    | geen toernooi    | HF               | 1R               | W                | HF               | geen toernooi    | geen toernooi    | geen toernooi    | geen toernooi    | 1 / 4                | 11-3                 |                      |
| Kopenhagen                                              | g.t.             | g.t.             | g.t.             | –                | –                | 1R               | –                | –                | –                | –                | –                | –                | –                | 0 / 1                | 0-1                  |                      |
| Kuala Lumpur Indoor                                     | geen toernooi    | geen toernooi    | geen toernooi    | geen toernooi    | geen toernooi    | HF/2R            | 1R               | KF               | –                | geen toernooi    | geen toernooi    | geen toernooi    | geen toernooi    | 0 / 4                | 6-4                  |                      |
| Long Island                                             | –                | –                | 2R               | –                | –                | –                | –                | 2R               | –                | –                | –                | –                | –                | 0 / 2                | 2-2                  |                      |
| Madrid                                                  | –                | –                | 1R               | –                | –                | –                | –                | geen toernooi    | geen toernooi    | geen toernooi    | geen toernooi    | geen toernooi    | geen toernooi    | 0 / 1                | 0-1                  |                      |
| Manchester                                              | –                | –                | –                | 1R               | –                | –                | –                | geen toernooi    | geen toernooi    | geen toernooi    | geen toernooi    | geen toernooi    | geen toernooi    | 0 / 1                | 0-1                  |                      |
| Milaan                                                  | –                | –                | 1R               | –                | 2R               | hogere categorie | hogere categorie | hogere categorie | hogere categorie | hogere categorie | geen toernooi    | geen toernooi    | geen toernooi    | 0 / 2                | 1-2                  |                      |
| Moskou                                                  | –                | –                | 1R               | –                | –                | KF               | 2R               | –                | –                | 1R               | 2R               | –                | –                | 0 / 5                | 4-5                  |                      |
| Ostrava                                                 | geen toernooi    | geen toernooi    | geen toernooi    | geen toernooi    | geen toernooi    | geen toernooi    | –                | –                | –                | 2R               | 1R               | geen toernooi    | geen toernooi    | 0 / 2                | 1-2                  |                      |
| Peking                                                  | geen toernooi    | geen toernooi    | geen toernooi    | geen toernooi    | geen toernooi    | 1R               | –                | –                | –                | –                | geen toernooi    | geen toernooi    | geen toernooi    | 0 / 1                | 0-1                  |                      |
| Praag                                                   | –                | –                | –                | –                | –                | KF               | –                | –                | –                | –                | –                | –                | g.t.             | 0 / 1                | 2-1                  |                      |
| Rosmalen                                                | geen toernooi    | geen toernooi    | 1R               | 2R               | –                | 1R               | –                | KF               | HF               | 1R               | 2R               | 1R               | –                | 0 / 8                | 7-8                  |                      |
| Rotterdam                                               | –                | –                | 2R               | HF               | HF               | 2R               | HF               | F                | 1R               | 1R               | 1R               | hogere categorie | hogere categorie | 0 / 9                | 15-9                 |                      |
| São Paulo                                               | –                | 1R               | –                | 1R               | –                | –                | geen toernooi    | geen toernooi    | geen toernooi    | geen toernooi    | geen toernooi    | geen toernooi    | geen toernooi    | 0 / 2                | 0-2                  |                      |
| Schenectady                                             | –                | –                | –                | 2R               | KF               | 2R               | 1R               | geen toernooi    | geen toernooi    | geen toernooi    | geen toernooi    | geen toernooi    | geen toernooi    | 0 / 4                | 4-4                  |                      |
| Shanghai                                                | geen toernooi    | geen toernooi    | geen toernooi    | geen toernooi    | geen toernooi    | geen toernooi    | geen toernooi    | geen toernooi    | –                | –                | HF               | –                | –                | 0 / 1                | 3-1                  |                      |
| Singapore                                               | g. t.            | –                | –                | –                | F                | geen toernooi    | geen toernooi    | geen toernooi    | 1R               | hogere categorie | hogere categorie | hogere categorie | g.t.             | 0 / 2                | 4-2                  |                      |
| Stockholm                                               | hogere categorie | hogere categorie | hogere categorie | hogere categorie | hogere categorie | hogere categorie | hogere categorie | 1R               | 1R               | –                | –                | –                | –                | 0 / 2                | 0-2                  |                      |
| Sydney Outdoor                                          | –                | –                | –                | –                | –                | –                | –                | –                | –                | 2R               | –                | 1R               | –                | 0 / 2                | 1-2                  |                      |
| Tel Aviv                                                | –                | 1R               | –                | –                | –                | –                | –                | –                | –                | geen toernooi    | geen toernooi    | geen toernooi    | geen toernooi    | 0 / 1                | 0-1                  |                      |
| Toulouse                                                | –                | –                | –                | –                | –                | –                | –                | –                | 1R               | 2R               | 1R               | –                | –                | 0 / 3                | 1-3                  |                      |
| Umag                                                    | geen toernooi    | geen toernooi    | –                | –                | –                | –                | –                | –                | –                | KF               | KF               | –                | –                | 0 / 2                | 4-2                  |                      |
| Wellington                                              | –                | –                | –                | –                | KF               | geen toernooi    | geen toernooi    | geen toernooi    | geen toernooi    | geen toernooi    | geen toernooi    | geen toernooi    | geen toernooi    | 0 / 1                | 2-1                  |                      |
| Wenen                                                   | –                | –                | –                | –                | 1R               | –                | –                | –                | hogere categorie | hogere categorie | hogere categorie | hogere categorie | hogere categorie | 0 / 1                | 0-1                  |                      |
| Winst-verlies                                           | 0-1              | 4-5              | 5-12             | 9-11             | 14-12            | 16-13            | 9-7              | 77-8             | 10-9             | 8-12             | 13-10            | 0-5              | 0-0              | 1 / 106              | 105-105              |                      |
| Davis Cup                                               |                  |                  |                  |                  |                  |                  |                  |                  |                  |                  |                  |                  |                  |                      |                      |                      |
| Davis Cup                                               | –                | –                | 1-1              | 3-1              | 2-2              | 3-1              | 2-0              | 1-1              | –                | 1-1              | 1-0              | 0-1              | 1-0              | 0 / 10               | 15-8                 |                      |
| World Team Cup                                          |                  |                  |                  |                  |                  |                  |                  |                  |                  |                  |                  |                  |                  |                      |                      |                      |
| World Team Cup                                          | –                | –                | –                | –                | –                | –                | –                | –                | 1-1              | 1-2              | –                | –                | –                | 0 / 2                | 2-3                  |                      |
| Carrière statistieken                                   |                  |                  |                  |                  |                  |                  |                  |                  |                  |                  |                  |                  |                  |                      |                      |                      |
| ATP Toernooien gespeeld                                 | 1                | 7                | 26               | 26               | 30               | 27               | 23               | 26               | 29               | 27               | 21               | 16               | 1                | Carrière totaal: 260 | Carrière totaal: 260 | Carrière totaal: 260 |
| ATP Finales                                             | 0                | 0                | 0                | 0                | 1                | 0                | 2                | 3                | 1                | 0                | 1                | 0                | 0                | Carrière totaal: 8   | Carrière totaal: 8   | Carrière totaal: 8   |
| ATP Toernooien gewonnen                                 | 0                | 0                | 0                | 0                | 0                | 0                | 0                | 1                | 0                | 0                | 0                | 0                | 0                | Carrière totaal: 1   | Carrière totaal: 1   | Carrière totaal: 1   |
| Statistieken per ondergrond                             |                  |                  |                  |                  |                  |                  |                  |                  |                  |                  |                  |                  |                  |                      |                      |                      |
| Hardcourt Gewonnen-Verloren                             | 0-0              | 5-3              | 4-7              | 14-11            | 20-12            | 12-10            | 10-9             | 14-9             | 13-13            | 7-11             | 11–8             | 4-7              | 0-0              | 1 / 101              | 114-100              |                      |
| Gravel Gewonnen-Verloren                                | 0-1              | 4-3              | 8-11             | 9-9              | 6-8              | 13-8             | 6-6              | 3-7              | 8-7              | 5-8              | 1-3              | 0-5              | 1-0              | 0 / 77               | 64-76                |                      |
| Gras Gewonnen-Verloren                                  | 0-0              | 0-0              | 2-2              | 1-3              | 1-1              | 0-3              | 0-1              | 6-3              | 7-3              | 5-3              | 4-3              | 2-3              | 0-0              | 0 / 25               | 28-25                |                      |
| Tapijt Gewonnen-Verloren                                | 0-0              | 0-1              | 7-6              | 4-3              | 8-10             | 8-6              | 12-6             | 11-6             | 3-6              | 4-6              | 4-6              | 0-1              | 0-0              | 0 / 57               | 61-58                |                      |
| Totaal winst-verlies                                    | 0-1              | 9-7              | 21-26            | 28-26            | 35-31            | 33-27            | 28-22            | 34-25            | 31-29            | 21-28            | 20-20            | 6-16             | 1-0              | 1 / 260              | 267-258              |                      |
| Eindejaarsranking                                       | 462              | 57               | 52               | 37               | 39               | 42               | 37               | 19               | 25               | 71               | 73               | 174              | -                |                      |                      |                      |

### Prestatietabel grand slam, dubbelspel
| Toernooi        | 1989 | 1990 | 1991 | 1992 | 1993 | 1994 | 1995 | 1996 | 1997 | 1998 | 1999 | 2000 | 2001 | 2002 | 2003 |
| --------------- | ---- | ---- | ---- | ---- | ---- | ---- | ---- | ---- | ---- | ---- | ---- | ---- | ---- | ---- | ---- |
| Australian Open | –    | 2R   | 3R   | 1R   | 3R   | W    | HF   | 3R   | HF   | –    | KF   | –    | –    | –    | –    |
| Roland Garros   | 1R   | HF   | KF   | 1R   | 3R   | KF   | W    | 2R   | HF   | W    | 2R   | F    | –    | W    | F    |
| Wimbledon       | –    | 1R   | 3R   | KF   | –    | KF   | KF   | 1R   | F    | W    | F    | F    | –    | 3R   | 3R   |
| US Open         | 1R   | 1R   | 2R   | KF   | 2R   | W    | 3R   | F    | 2R   | –    | 1R   | KF   | HF   | 3R   | –    |

## Privé
Haarhuis is getrouwd. Hij heeft twee zonen en een dochter.